# Cecropia utcubambana
Cecropia utcubambana är en nässelväxtart som beskrevs av J. Cuatrec.. Cecropia utcubambana ingår i släktet Cecropia och familjen nässelväxter. Inga underarter finns listade i Catalogue of Life.